# サン＝フロレ
サン＝フロレ （Saint-Floret）は、フランス、オーヴェルニュ＝ローヌ＝アルプ地域圏、ピュイ＝ド＝ドーム県のコミューン。かつてフランスの最も美しい村に登録されていた。

## 地理

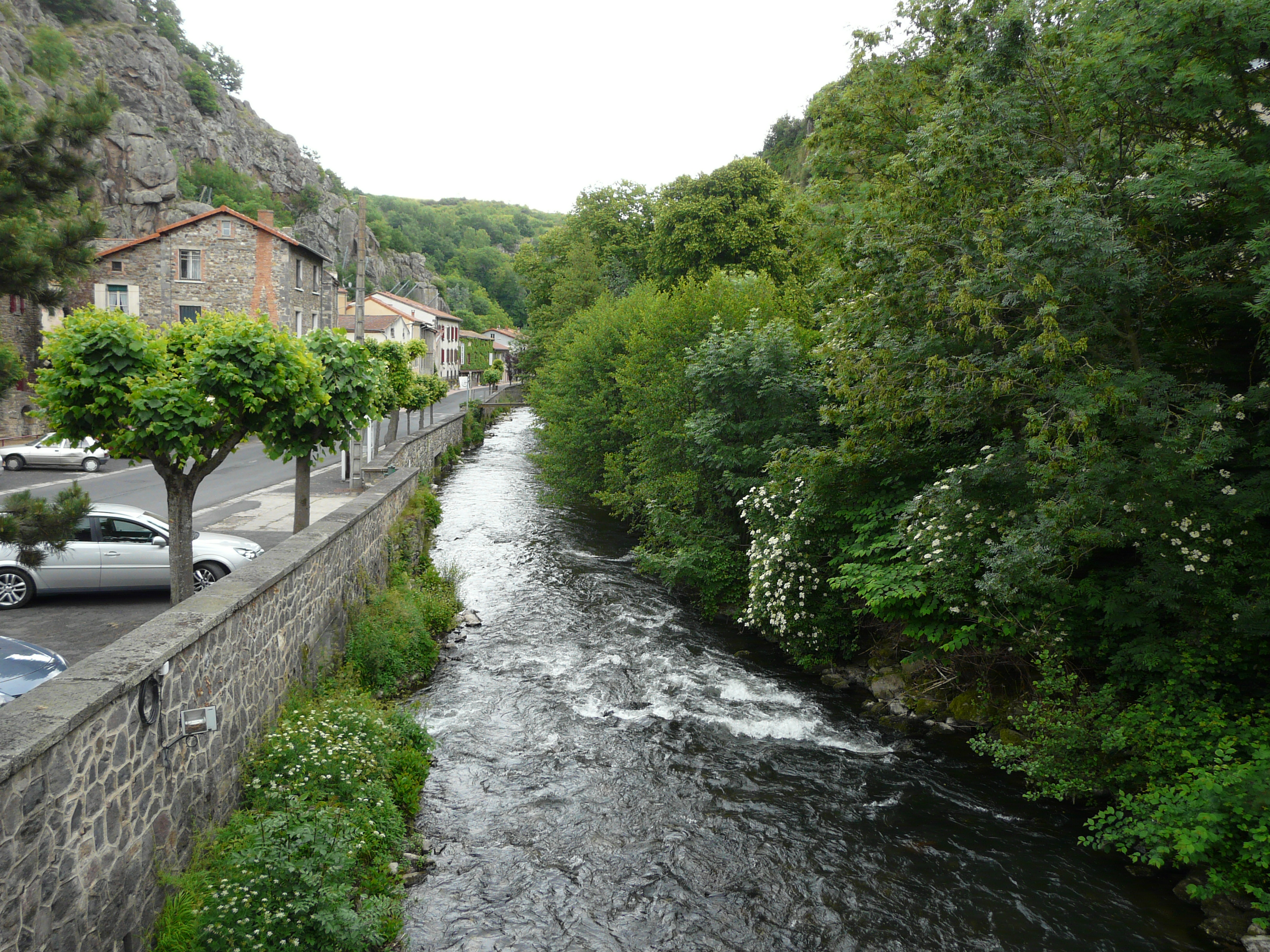
クーズ・パヴァン川

県南部に位置するサン＝フロレは、イソワールの西11kmの距離にあり、アリエ川の支流クーズ・パヴァン川が流れている。
コミューンで標高の低い480mのところの東側、クーズ・パヴァン川は隣のコミューンであるサン＝ヴァンサンとの中間を流れている。標高が最も高い929mの地点は、コミューンの最も西端であるピエール・ピカードという場所、隣接するコミューン、クールグルとの境界にある。
クーズ・パヴァン川沿いに村落が作られ、そこには県道26号線と28号線の交差点がある。

## 歴史
サン＝フロレはフランスのサンティアゴ・デ・コンポステーラの巡礼路途上にある。
フランス革命後の国民公会時代には、コミューンは、ロッシュ＝ラ＝クーズ（Roche-la-Couze）と改名されていた。

## 人口統計
| 1962年 | 1968年 | 1975年 | 1982年 | 1990年 | 1999年 | 2006年 | 2012年 |
| ------ | ------ | ------ | ------ | ------ | ------ | ------ | ------ |
| 309    | 276    | 251    | 219    | 259    | 248    | 264    | 269    |

source=1999年までLdh/EHESS/Cassini、2004年以降INSEE

## 史跡
- クーズ・パヴァン川に架かる中世の橋 - 13世紀に描かれた多彩色の聖母子像を収蔵する礼拝堂が、橋の最も高いところにある[5]。
- 要塞城 - 13世紀以降、岩山の上に築かれた。天守部分および14世紀の建物が残る。そこには『トリスタンとイゾルデ』のロマンスを描いたフレスコ画の連作が収められている[6]。
- シャステルの丘の教会 - 12世紀ロマネスク様式。教会は小さな墓地の中心にある。墓地には納骨堂と中世盛期の擬人化された墓がある[7]。14世紀からの絵画[8]、同時代からある聖母子像を収めている[9]。
- 村落の教会 - 18世紀[10]。

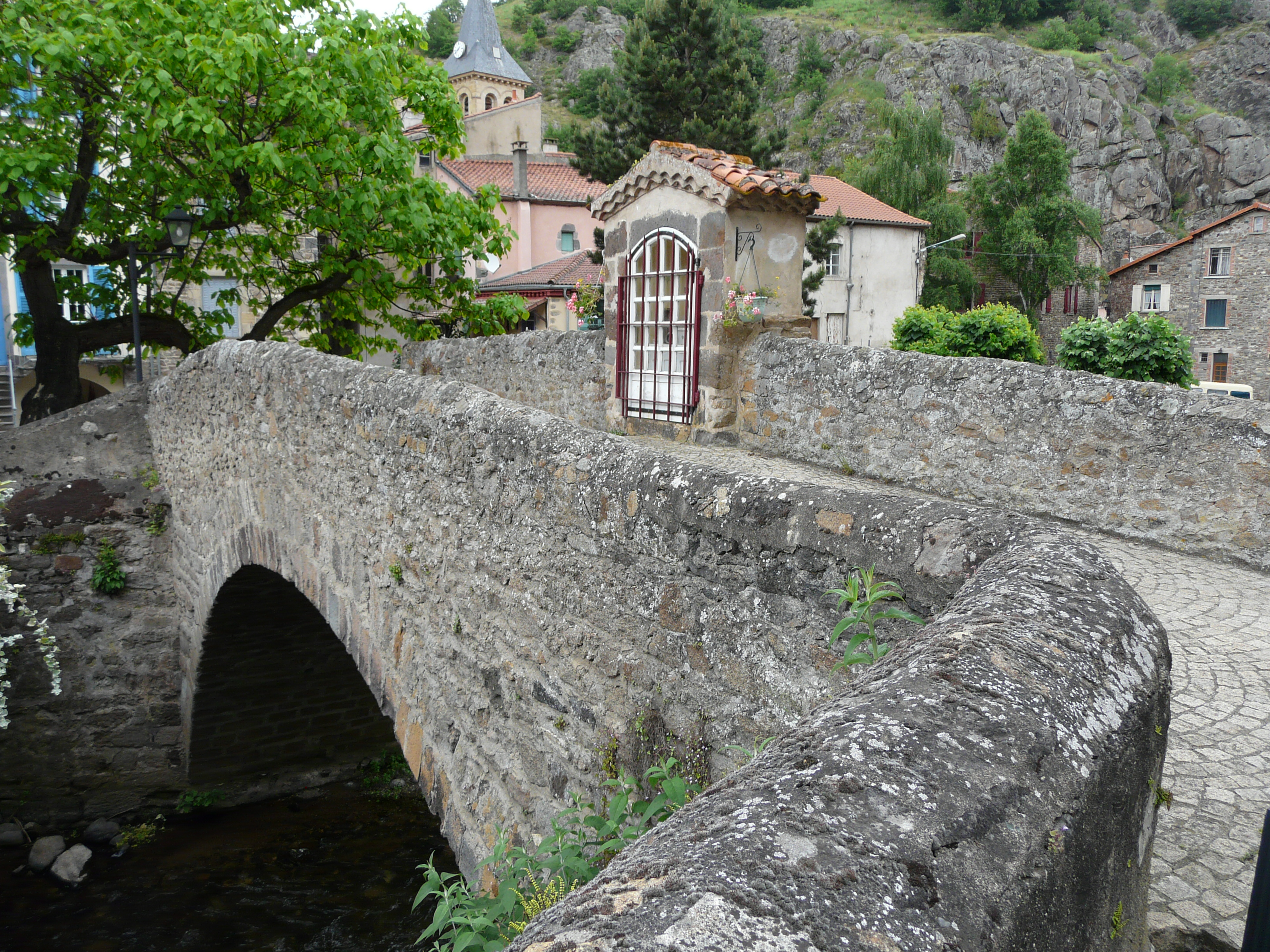
中世の橋
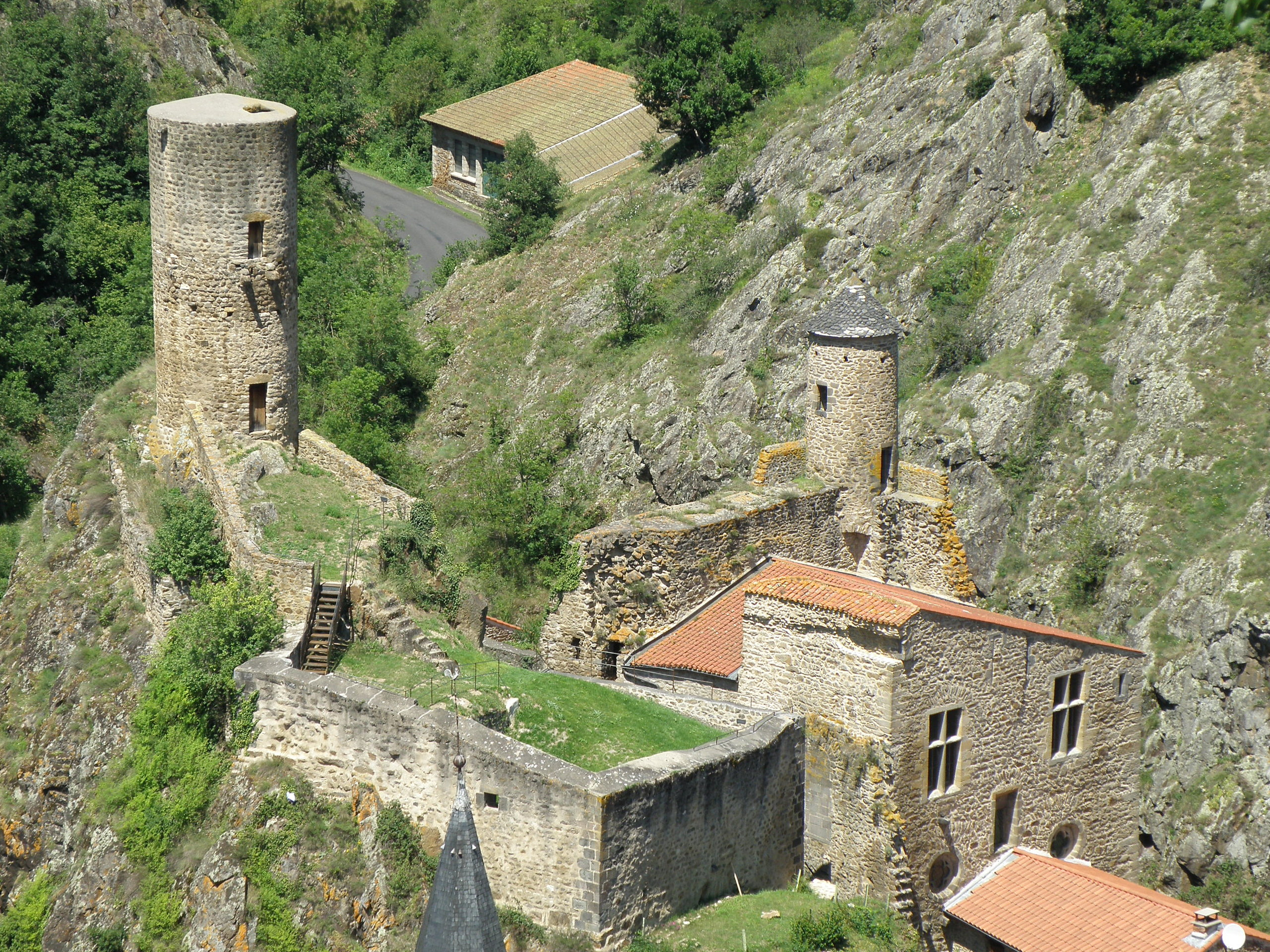
城
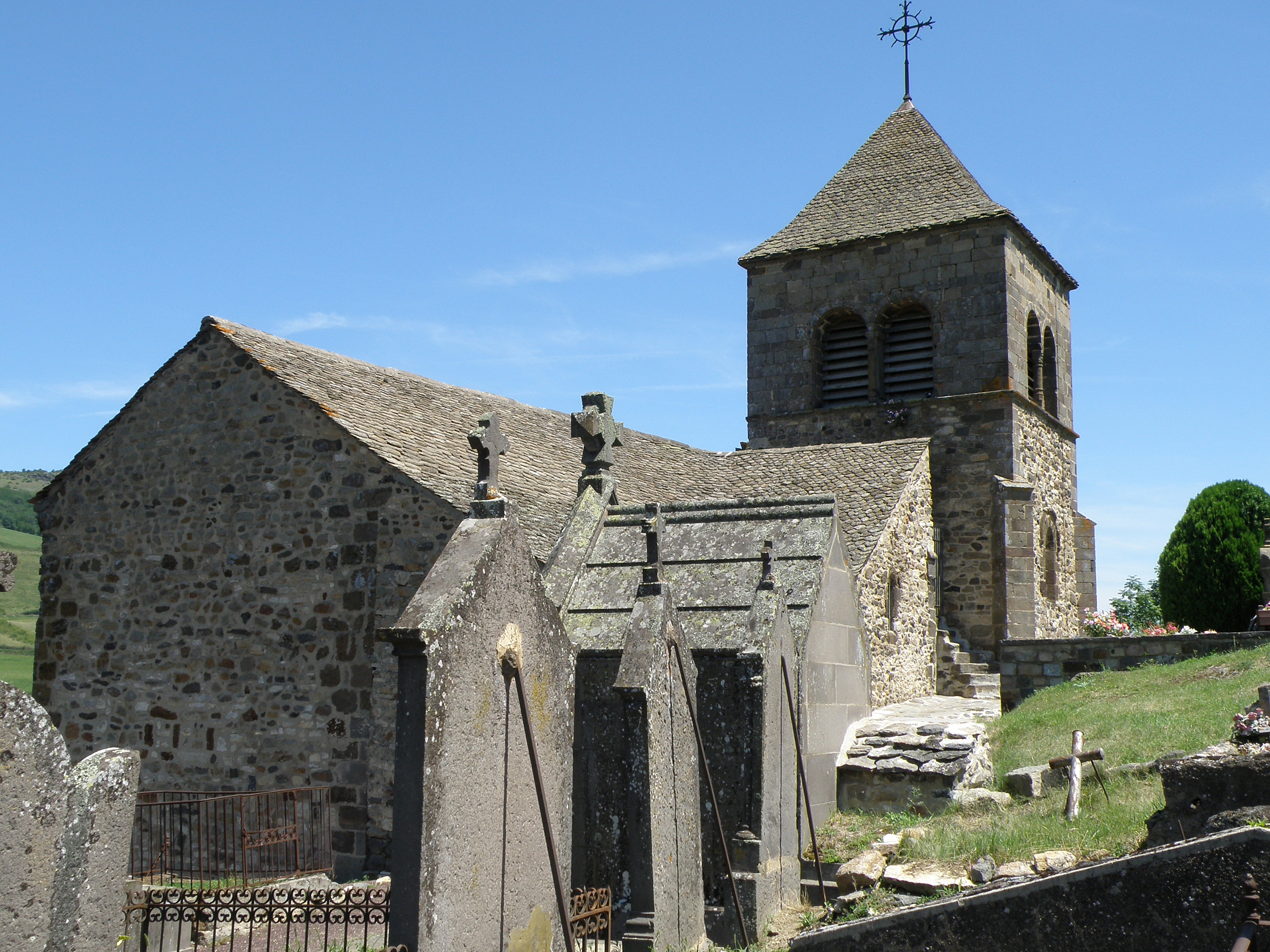
シャステルの教会
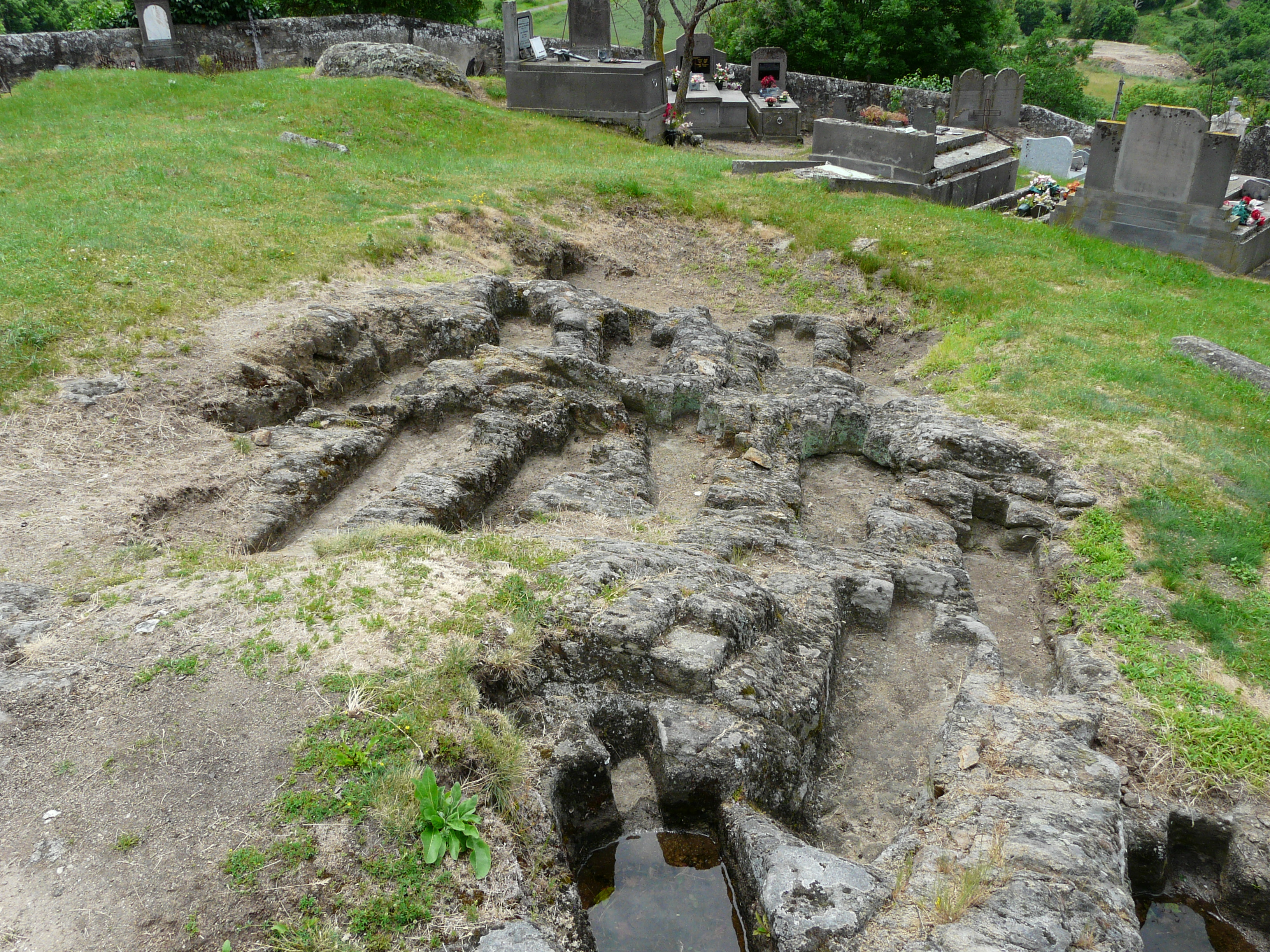
擬人化された墓
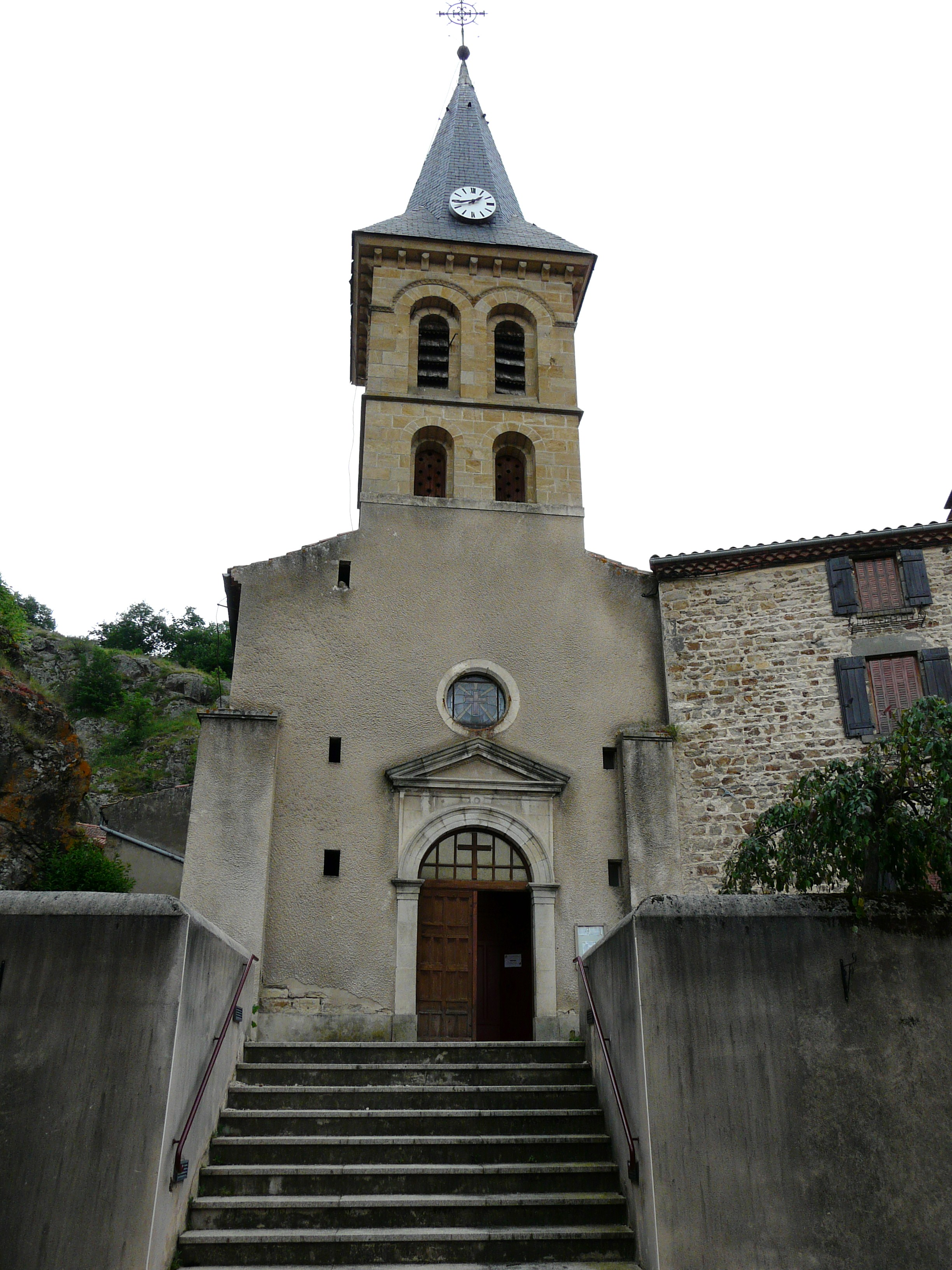
村落の教会